# Cuspidatispora xiphiago
Cuspidatispora xiphiago är en svampart som beskrevs av Shearer & Bartolata 2006. Cuspidatispora xiphiago ingår i släktet Cuspidatispora och familjen Lasiosphaeriaceae.   Inga underarter finns listade i Catalogue of Life.